# Чорноморський банк торгівлі і розвитку
Чорноморський банк торгівлі та розвитку (англ. Black Sea Trade and Development Bank) — міжнародна фінансова організація, створена з метою підтримки регіонального розвитку та кооперації країн Чорноморського регіону.

## Історія
ЧБТР був заснований у 1998 році на підставі відповідної Угоди між країнами-членами Чорноморського економічного союзу, підписаної в м. Тбілісі 30 червня 1994 року.
Співзасновниками банку стали 11 країн: Албанія, Вірменія, Азербайджан, Болгарія, Грузія, Греція, Молдова, Румунія, Російська Федерація, Туреччина та Україна.

## Цілі і завдання
Цілями банку є розвиток торговельних зв'язків у регіоні, сприяння реалізації міжнародних проектів, сприяння іноземним інвестиціям, надання гарантій при розвитку торговельних і економічних зв'язків як на державному рівні, так і в приватному бізнесі.
Чорноморський банк торгівлі та розвитку відноситься до міжнародної організації Чорноморське економічне співробітництво.
Основоположним документом, що визначає діяльність ЧБТР є Угода про створення Чорноморського банку торгівлі та розвитку, зареєстрована ООН.
Статутний капітал банку 3 млрд СПЗ.